# Rhinacloa basalis
Rhinacloa basalis är en insektsart som först beskrevs av Reuter 1907.  Rhinacloa basalis ingår i släktet Rhinacloa och familjen ängsskinnbaggar. Inga underarter finns listade i Catalogue of Life.